# Шейдт, Бальтасар
Бальтасар Шейдт (нем. Balthasar Scheidt; 1614, Страсбург — 1670, Страсбург) — немецкий гебраист, теолог.

## Научная деятельность
В Страсбургском университете изучал философию.
В 1649 году стал профессором еврейского языка, в 1651 году — греческого языка.

### Труды
Автор множества трудов, в том числе:
- De protevangelio paradisiaco (1650);
- De Kikaion Jonae (1653);
- De linguis (1656);
- Super psalterium Davidis hebraicum (1656—1668);
- Astronomia Hebraeorum imprimis autem biblica (1660);
- Hydrographia cum commontatione nautica maxime ex Hebrais Graecisque sacrarum scripturarum fontibus deducta (1664);
- Annus jubilaeus Hebraeorum (1667).